# Муус
Муу́с (фр. Mouhous) — коммуна во Франции, находится в регионе Аквитания. Департамент — Атлантические Пиренеи. Входит в состав кантона Тер-де-Люи и Кото-дю-Вик-Бий. Округ коммуны — По.
Код INSEE коммуны — 64408.

## География

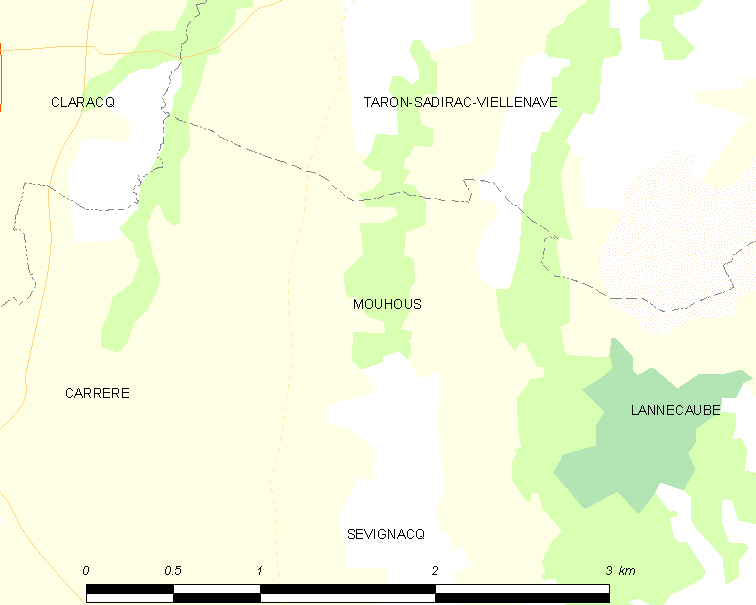
Карта коммуны

Коммуна расположена приблизительно в 630 км к югу от Парижа, в 155 км южнее Бордо, в 23 км к северо-востоку от По.

### Климат
Климат тёплый океанический. Зима мягкая, средняя температура января — от +5°С до +13°С, температуры ниже −10 °C бывают редко. Снег выпадает около 15 дней в году с ноября по апрель. Максимальная температура летом порядка 20-30 °C, выше 35 °C бывает очень редко. Количество осадков высокое, порядка 1100 мм в год. Характерна безветренная погода, сильные ветры очень редки.

## Население
Население коммуны на 2010 год составляло 36 человек.
| 1962 | 1968 | 1975 | 1982 | 1990 | 1999 | 2010 |
| ---- | ---- | ---- | ---- | ---- | ---- | ---- |
| 65   | 58   | 51   | 53   | 46   | 38   | 36   |

## Администрация
| Период | Период | Фамилия              | Партия | Примечания |
| ------ | ------ | -------------------- | ------ | ---------- |
| 1936   | 1977   | Жан Лассег           |        |            |
| 1977   | 1995   | Огюст Огас           |        |            |
| 1995   | 2014   | Ален Мори            |        |            |
| 2014   | 2020   | Жан Казалис-Пети-Жан |        |            |

## Экономика
В 2010 году среди 25 человек трудоспособного возраста (15-64 лет) 21 были экономически активными, 4 — неактивными (показатель активности — 84,0 %, в 1999 году было 66,7 %). Из 21 активных жителей работали 19 человек (11 мужчин и 8 женщин), безработных было 2 (1 мужчина и 1 женщина). Среди 4 неактивных 0 человек были учениками или студентами, 3 — пенсионерами, 1 был неактивным по другим причинам.

## Достопримечательности
- Церковь Св. Иоанна Крестителя (XIX век)[4]